# Jane Monheit
Jane Monheit (ur. 3 listopada 1977 w Oakdale, Long Island) – amerykańska wokalistka jazzowa.
Pochodzi z muzycznej rodziny, uczyła się gry na klarnecie. Inspirację dla niej stanowi Ella Fitzgerald, Sarah Vaughan i Carmen McRae. W wieku 20 lat zajęła drugie miejsce w prestiżowym konkursie wokalnym Thelonious Monk Institute. W jury zasiadali wówczas: Dee Dee Bridgewater, Diana Krall i Dianne Reeves. Jurorzy docenili w śpiewie Monheit naturalność, ciepło i swingujące frazowanie. Współpracowała z takimi muzykami jak m.in. Terence Blanchard, Michael Bublé.
Od 2002 jej mężem jest perkusista Rick Montalbano, aktualnie mieszkają w Nowym Jorku.

## Dyskografia
- Never Never Land, 2000
- Come Dream with Me, 2001
- Let's get Lost (dwie piosenki na płycie Terence Blancharda, 2001)
- In The Sun, 2002
- Live at the Rainbow Room (CD + DVD), 2003
- Taking a Chance on Love, 2004
- The Monheit Collection, 2005
- Season, 2005
- Surrender, 2007
- The Lovers, the Dreamers and Me, 2009
- Home, 2010
- The Heart of the Matter, 2013